# Brachymenium chilense
Brachymenium chilense là một loài rêu trong họ Bryaceae. Loài này được Ochi & Mahu mô tả khoa học đầu tiên năm 1988.